# Řád Navštívení Panny Marie
Řád Navštívení Panny Marie, tzv. vizitantky (zkráceně VSM nebo V.S.M., latinsky Ordo Visitationis Beatissimae Mariae Virginis) je ženský řeholní řád. Byl založen sv. Františkem Saleským a sv. Janou Františkou de Chantal (1572–1641) ve francouzském Annecy v roce 1610. Úkolem tohoto řádu je žít v napodobení vnitřních i vnějších ctností Panny Marie a spojovat tak rozjímání (coby vnitřní ctností) se službou nemocným a potřebným (coby vnější ctností, symbolizovanou právě Navštívením).

## Historie řádu
Zakladatel řádu sv. František Saleský zpočátku neměl úmysl založit církevní řád. Zamýšlel určitou formu kongregace bez vnějších slibů, kde by klášterní forma probíhala pouze po dobu noviciátního roku. Po tomto roce by sestry měly mít možnost volně vycházet a navštěvovat chudé nemocné. Také z tohoto důvodu nazval svůj institut Navštívení.
Zakladatel přizval sv. Janu de Chantal, aby se připojila při vytváření nového typu řádového života, který by byl otevřen i pro starší ženy a těm s jemnější konstitucí, které by zdůraznily, ve skrytosti, vnitřní ctnosti pokory, poslušnosti, chudoby, vyváženou charitu a trpělivost, jak to ukazuje příklad Panny Marie při její milosrdné cestě ke své příbuzné sv. Albětě. Řád byl uspořádán tak, aby mohl přivítat ty, které nejsou schopny praktikovat náročnou askezi požadovanou v jiných řádech. Řád se rozšířil z Francie do celé Evropy a do Severní Ameriky.
Když vypukla francouzská revoluce, v roce 1789 byly potlačené kláštery a řeholní komunity, mnoho francouzských sester našlo své útočiště v jiných katolických zemích. Sestry z Rouen v severní Francii uprchly do portugalských klášterů a unikly tak gilotině až do Robespierrovy smrti v roce 1794. V roce 1803 šest sester opustilo Lisabon v anglické obchodní lodi, avšak na moři byla loď napadena francouzskými piráty. Sestry však byly ušetřeny, protože byly Francouzkami a ne Angličankami a mohly se bezpečně vrátit do španělského přístavu Vigo. Po krátkém pobytu ve Španělsku tři sestry udělaly druhý pokus a z Porto, bez dalšího setkání s piráty, dorazily 29. ledna 1804 do Falmouthu. Později se přemístily do Actonu a založily zde, 19. března 1804, první klášter Navštívení Panny Marie na anglické půdě.
V roce 1955 přišly sestry vizitantky do Irska a založily klášter v Stamullen. Když matka Marie Terezie O'Dwyer, představená kláštera Navštívení v anglickém Roselandu dozvěděla, že bratři řádu sv. Jana z Boha se vystěhovali ze Silverstreamu, požádala biskupa z Meath Johna Antohony Kyneho o povolení, aby řád Navštívení Panny Marie mohl vstoupit do jeho diecéze. Personální obsazení kláštera bylo vyřešeno zapůjčením tří sester z Ameriky. Kláštery vizitantek v St. Paul v Minnesotě, v newyorském Brooklynu a v Atlantě ve státě Georgie každý zapůjčil sestru.
Na začátku 21. století existuje celosvětově asi 160 autonomních klášterů kontemplativního řádu Navštívení Panny Marie. Doloženy jsou dva kláštery v Asii, sedm v Africe, dvacet čtyři v Severní Americe, čtyři ve Střední Americe, dvacet čtyři v Jižní Americe a šedesát devět v Evropě.

## Charisma
Zvláštním charismatem řádu Navštívení Panny Marie je vnitřní disciplína projevující se praktickým vyjádřením dvou ctností: pokorou a mírností. Řádovým heslem je: „Žít Ježíše“.

## Působení řádu v Čechách a na Moravě
Do Čech přišly sestry řádu Navštívení Panny Marie z německého Moselweissu (dnes předměstí Koblenze) v době tamního kulturkampfu. Dne 13. června 1878 jim byla pronajata budova bývalého kláštera premonstrátek v Chotěšově u Plzně.

### Činnost v chotěšovském klášteře
V době příchodu vizitantek náležela budova s rozsáhlou zahradou knížeti Thurn Taxisovi, který bydlel v Regensburgu, a který sestrám vše pronajal a později, 4. dubna 1935, i prodal. Sestry byly německé národnosti a první představená zde se jmenovala Matka Luisa Adelheit Bonn. Řád Navštívení Panny Marie je řádem kontemplativním s klauzurou, kde však mohou sestry uvnitř konventu vyvíjet i k obživě potřebnou činnost. Sestry obnovily klášterní komunitu a otevřely penzionát pro výchovu dívek. Tuto rodinnou školu navštěvovaly dívky z bohatých rodin, které se zde vzdělávaly v cizích jazycích a dalších středoškolských předmětech. Otevřely také exerciční dům pro veřejnost. Obé se těšilo značné oblibě. Avšak v důsledku válečných událostí byl v roce 1939 penzionát i exerciční dům zrušen a prostory byly používány k různým veřejným účelům. Část kláštera zabralo německé vojsko.
Po osvobození Plzeňska americkou armádou se časem začala situace v klášteře normalizovat. Avšak v roce 1945 došlo k vystěhování řeholnic německé národnosti. Vznikl klášter český, jejíž první představenou byla Matka Marie Josefa Štruncová. Když československý stát povolil přijímat kandidátky, přibylo jich z Čech, Moravy i Slovenska asi šestnáct. Vznikla také možnost vydržovat chorobinec s jehož provozem byla nápomocná Česká katolická charita. Po únoru roku 1948 začal být tlak na sestry, různá jednání a úřední návštěvy, aby se z chotěšovského kláštera vystěhovaly. Po krátkém rozkvětu řeholního života v poválečném období, došlo tedy k zrušení kláštera v Chotěšově a státnímu nařízení k vystěhování sester ke dni 31. červenci 1950. Objekt chotěšovského kláštera byl zabrán pro vojenské účely.

### Působení vizitantek v Litoměřicích
V noci na 31. července 1950 bylo 31 řeholních sester s osmdesáti ošetřovanými nemocnými přestěhováno do zcela nezařízené budovy v ulici Michalova (později Vavřinecká čp. 13) v Litoměřicích. Sestrám byl dán i vedlejší dům – bývalá škola boromejek. V těchto místech byl, pod vedením České katolické charity, zřízen Ústav sociální péče pro staré a nemocné obyvatelky. Mladší řeholnice se staly jeho zaměstnankyněmi. Postupně byl početní stav zaměstnanců doplněn i o Milosrdné sestry sv. Kříže, které sem přešly z jiných ústavů a továren, kde dosud pracovaly. Také sestry boromejky, které v Litoměřicích ještě nějaký čas působily v tamějším bohosloveckém semináři, pomáhaly vizitantkám s prádlem a vařením. Charita zajistila i spolupráci s jinými řeholními společenstvími, takže přijelo i několik sester františkánek a Školské sestry de Notre Dame. Když byl později tento ústav rozšířen, některé pracovní místnosti a ubikace sester byly přemístěny do bývalého kapucínského kláštera. Sestry byly opět v klášterním prostředí a měly k dispozici zároveň i litoměřický kapucínský kostel sv. Ludmily, kde se konaly každodenně bohoslužby. Protože se jednalo o Charitní ústav, byla v budově i pro nemocné a pro potřeby řeholního společenství upravena kaple z bývalého presbytáře kostela sv. Vavřince, ze kterého již zbyl v této době jen presbytář a jméno ulice. Promluvy při bohoslužbách byly pomocí rozhlasu po drátě přenášeny na pokoje jednotlivých již nemohoucích obyvatelek. Tyto výhody byly však pouze, pokud byl ústav pod vedením České katolické Charity, ve státních ústavech taková služba nebyla dovolena.

### Ústav pro nemocné v Liběšicích
Po necelých deseti letech působení se 15. září 1959 přestěhovala komunita sester vizitantek do Liběšic u Litoměřic, do Daliborovy ulice, aby sloužily v ústavu pro nemocné, který zde měl vzniknout. Do liběšické budovy se přestěhovaly celkem tři řeholní komunity – jedna vizitantek a dvě Sester sv. Kříže. V té době komunita českých vizitantek čítala 19 řeholnic, včetně starých sester, které byly vedeny jako obyvatelky Domova pro nemocné. Vedle řeholnic zde pracovali i civilní zaměstnanci, jejichž počet vzrostl po 1. lednu 1960, kdy všechny ústavy České katolické charity přešly pod státní správu. Došlo ke změně ve vedení ústavu na místě ředitele a nastoupila státní kontrola k ověření vedení administrativy ve spolupráci se Státní bezpečností. Jedna ze Sester sv. Kříže byla dokonce obviněna a souzena. Na svátek Panny Marie Bolestné 1. září 1960, se výměnou za další společenství Sester sv. Kříže, vizitantky přestěhovaly do Domova důchodců v Chlumci u Ústí nad Labem.

### Domov důchodců v Chlumci

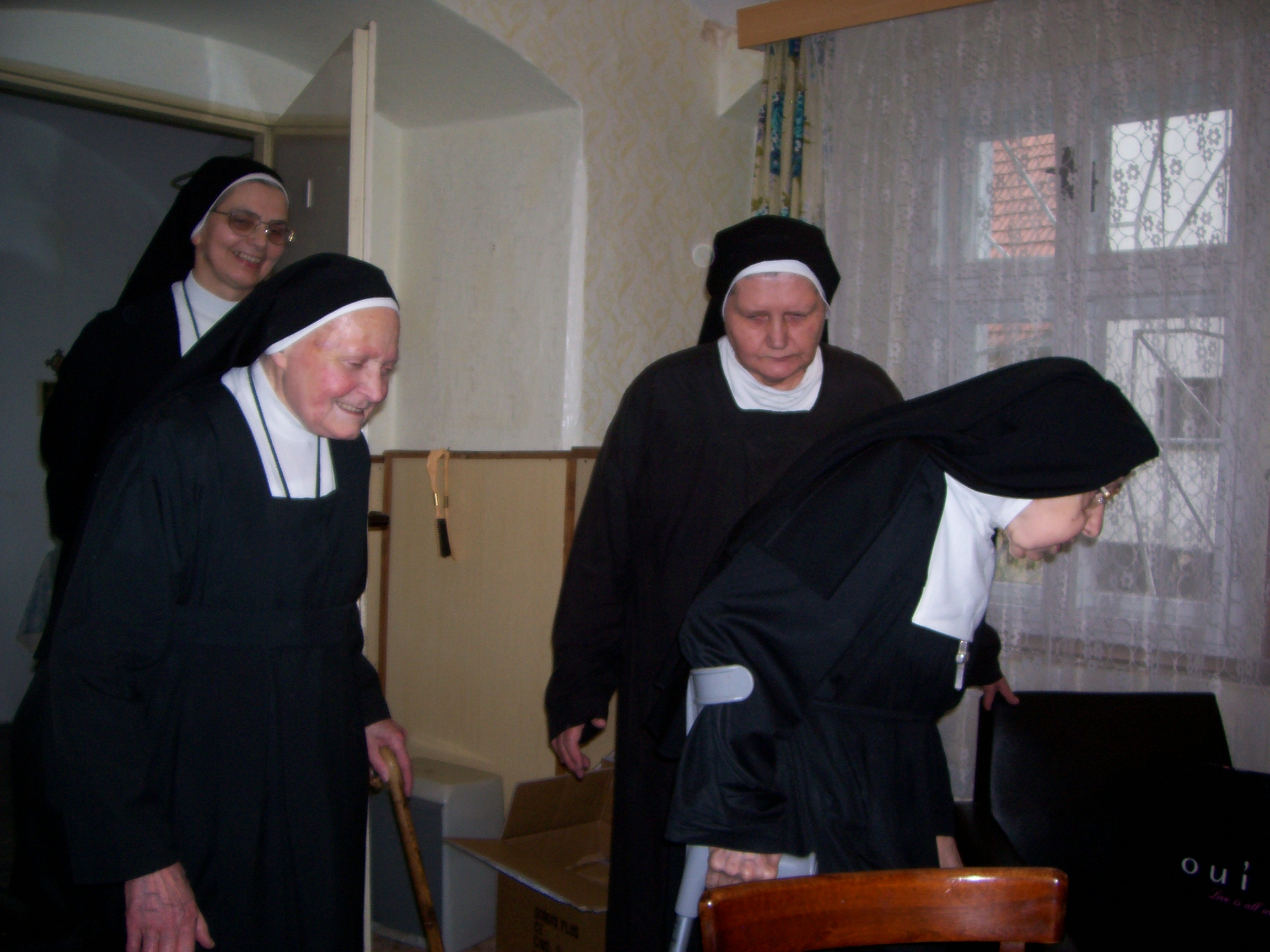
Komunita sester vizitantek v klášteře na Chlumci u Ústí nad Labem (15. května 2007)

V Chlumci u Ústí nad Labem působil řád Navštívení Panny Marie 47 let až do 15. května 2007. Kontrola sester ze strany Státní bezpečnosti stále probíhala až do pádu režimu v roce 1989, ale nebyla již tak přísná, jako za liběšického pobytu.
Domov důchodců tvořila jedna větší budova v ulici Pod Horkou čp. 85, dva menší domky a zahrada. V přímém okolí se nachází lesnatý kopec zvaný Horka s kaplí zasvěcenou Nejsvětější Trojici. Malý domek, zvaný „Zámeček“, byl určen pro těžší pacienty, kteří potřebovali nepřetržitou péči. Většina sester a prádelna, která sloužila pro celý ústav, byla umístěna v novějším domku, přezdívaném „Marianum“, v ulici Pod Horkou čp. 135. V přízemí se nacházela oratoř sester. Dne 26. července 1962 byla zvolena, pro těžké údobí existence kláštera, za přítomnosti generálního vikáře litoměřické diecéze Eduarda Olivy, nová Matka představená Sr. Benigna Consolata Bulínová. Matkou představenou byla až do své smrti, která nastala po udělení svátosti v nemoci, krátce po převozu na nervové oddělení Krajské nemocnice v Ústí nad Labem 15. prosince 1987. Pohřeb se konal 22. prosince 1987 na hřbitově v Litoměřicích, kam jsou tradičně pochovávány sestry od roku 1945, kdy byly odsunuty z chotěšovského kláštera.
Domov důchodců na Chlumci byl veden státní správou a se sestrami spolupracovala řada civilních zaměstnanců. Nemocné a staré řeholnice byly obyvatelkami Domova, jak se všeobecně říkalo ošetřovancům, mužům i ženám. Vedení domova časem požadovalo rozšíření a přijetí do péče více obyvatelů, ovšem sestrám ubývalo sil. Po roce 1968 měly možnost získat pro řeholní komunitu budovu Pod Horkou čp. 74. Po mnoha úpravách a jednáních, hrozilo totiž stěhování sester do Charitního domova pro řeholnice v Oseku u Duchcova, byl tento dům převzat pod Českou katolickou charitu, protože sestry nesměly, v roce 1972, vlastnit majetek. Od 1. července 1973 tak vznikl první Charitní domov pro řeholnice. Jednalo se o to, že vizitantek bylo v komunitě v té době 15 a v pracovním poměru jich bylo evidováno 7, ostatní byly v důchodu. Ve skutečnosti pracovaly všechny, dokud jim zbývalo něco sil.
Po přestěhování obyvatel vedlejšího domu Pod Horkou čp. 73, požádaly sestry obec o tento dům, určený k demolici. Obec souhlas zprvu nedala a tak došlo k zdlouhavému vyjednávání, které trvalo až do 19. května 1981, kdy byla uzavřena smlouva a žádosti sester bylo vyhověno. Za pomoci brigádníků, po nutných opravách a úpravách, včetně oratoria, se sestry přestěhovaly a od roku 1987 byly soběstačné. V této době však v charitním domově pracovalo jen málo řeholnic. Stále byl totiž tlak ze strany církevních tajemníků a úředníků Státní bezpečnosti, aby se sestry přestěhovaly do charitního domova v Oseku, aby byly tak izolovány od ostatního obyvatelstva. Tento tlak zřejmě dopomohl k mozkové mrtvici, která postihla matku představenou Benignu Consolatu Bulínovou, na kterou zemřela.
Na přípravu volby nové Matky představené, přijely v lednu 1988 sestry z Niedernfelsu, z německé řádové federace, do níž české vizitantky náleží. Za předsednictví prezidentky federace Sr. Marie Reginy Czerny, účastnilo se této volby 8. ledna 1988 všech dosud žijících profesek české komunity. Představenou byla zvolena Sr. Imelda Maria Bezděková (nar. 8. dubna 1926). Protože litoměřická diecéze v té době neměla svého biskupa, k právoplatnému potvrzení volby došlo dodatečně až 22. září 1988 od litoměřického ordináře Josefa Hendricha.
Od roku 1950 do roku 1989 nemožnost běžného přijímání kandidátek způsobila, že z původních třiceti jedné řeholnice klesl počet na pět starých, churavých sester. Změnou státních ustanovení bylo možné, aby řád přijal téměř po padesáti letech první kandidátku. Došlo k tomu 15. srpna 1989 na slavnost Nanebevzetí Panny Marie a dostala při obláčce řeholní jméno Marie. Po státním převratu byla v roce 1990 opět úředně uznána činnost klášterů a to se týkalo i vizitantek. Od 1. srpna 1991 byl řádu navrácen i chotěšovský klášter, ovšem v tak zuboženém stavu, že sestry neměly sil ani prostředků k jeho využití. Nakonec byl objekt převeden na plzeňské biskupství. K roku 2006 zůstaly na Chlumci již jen poslední čtyři sestry. Po poradě se obrátily v květnu 2006 na Konferenci vyšších řeholních představených v České republice o pomoc. Byly obeslány české kláštery, zda by některá komunita byla schopná a ochotná vizitantky přijmout do své péče a ochrany. V červenci 2006 přijaly nabídku Milosrdných sester sv. Kříže z Kroměříže. Federální představená řádu Navštívení Panny Marie Sr. M. Lioba Zezulka byla s tímto rozhodnutím plně srozuměna a spokojena.

### Klauzura v Kroměříži

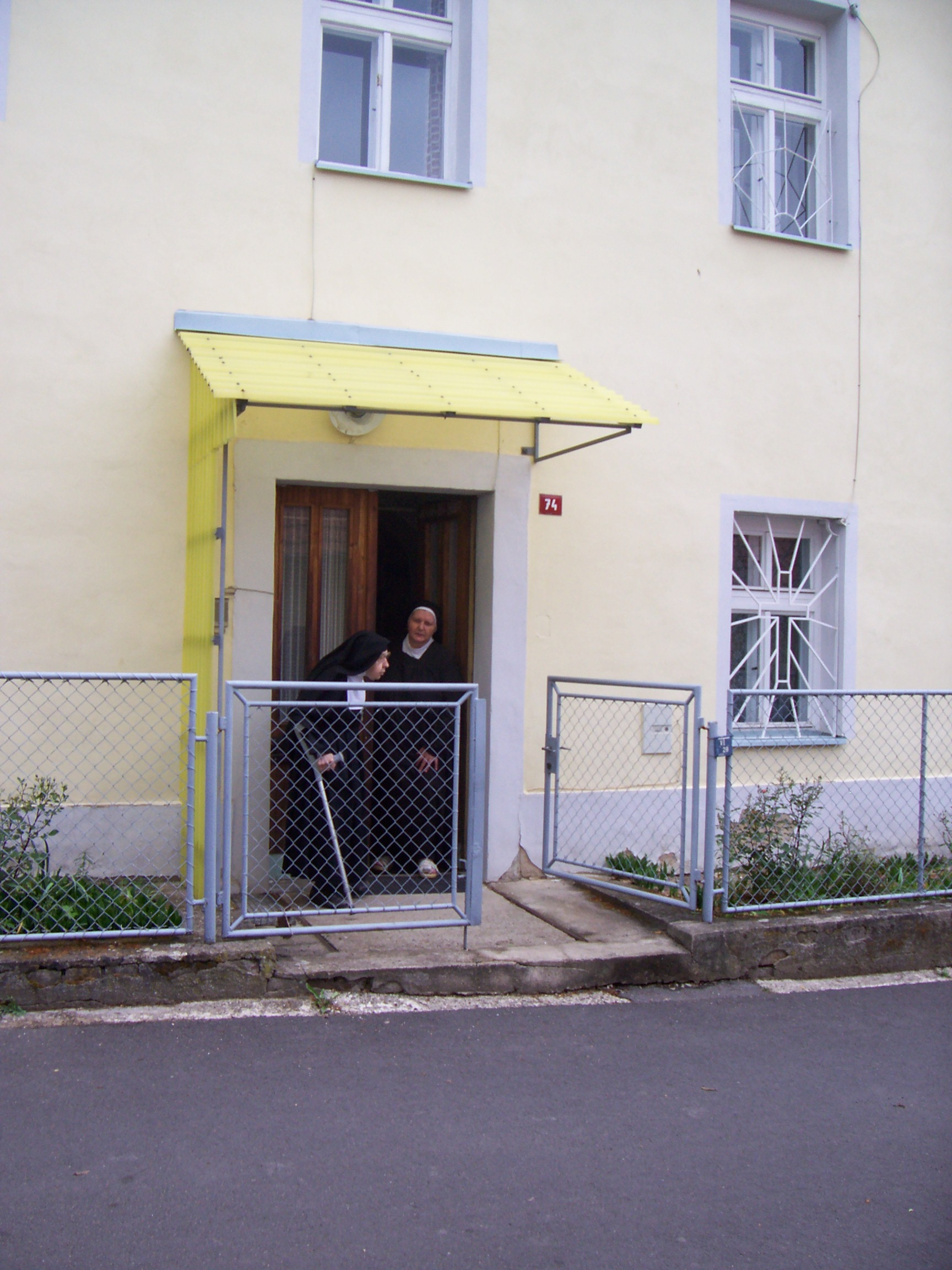
Sestry vizitantky opouštějí dům Pod Horkou čp. 74 v Chlumci a stěhují se do Kroměříže (15. května 2007)

Po jednání se sestrami představenými z kroměřížského kláštera a po dohodě s vedením České katolické charity z Prahy, byly komunitní domky prodány dvěma mladým rodinám. V úterý 15. května 2007, za přítomnosti litoměřického biskupa Pavla Posáda, ústeckých duchovních Miroslava Šimáčka, Pavla Jančíka a dalších přátel, se po ranní mši svaté v domácím oratoriu, začaly sestry stěhovat do Kroměříže do kláštera Milosrdných sester sv. Kříže, do vlastní klauzury. Na titulární slavnost řádu 31. května 2007 pak v Kroměříži vizitantky navštívil olomoucký arcibiskup Jan Graubner, který uvítal sestry ve své diecézi a přenesl do řádového oratoria Nejsvětější Svátost. Od té doby řád Navštívení Panny Marie dále působí v Kroměříži.

### Matky představené
- 1878 – ? Luisa Adelheit Bonn

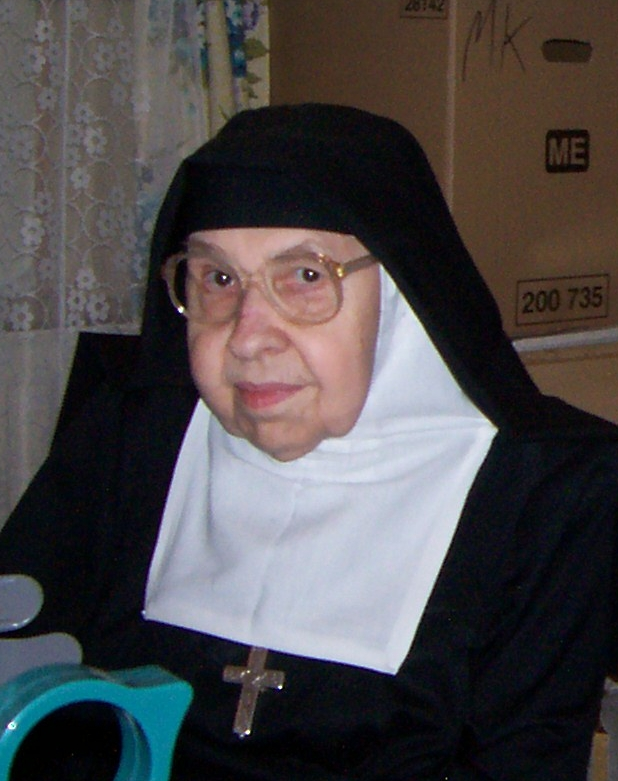
Matka Imelda Maria Bezděková (15. května 2007)

- 6. září 1945 – 10. října 1950 Marie Josefa Štruncová (zemřela v necelých 50 letech)
- 19. října 1950 – 6. listopadu 1951 Marie Vojslava Lobkowiczová
- po 6. listopadu 1951 – ? Marie Gertrudis Zimmermannová
- ? – 1962 Jana Salesia Barry (* 1857 Paříž – † 1962 ve věku 105 let, pochována na litoměřickém hřbitově do řádového hrobu poblíž biskupské hrobky)
- 26. července 1962 – 15. prosince 1987 Benigna Consolata Bulínová
- 8. ledna 1988 – 25. května 2009 Imelda Maria Bezděková (* 8. dubna 1926, vstup do řádu 1. ledna 1949, † 25. května 2009 Kroměříž)[7]
- od 22. července 2009 Marie Consolata Sovadinová